# Палеолог, Жорж Морис
Жорж Морис Палеолог (фр. Georges Maurice Paléologue; 13 января 1859 года, Париж — 21 ноября 1944 года, Париж) — французский политик, дипломат; с января 1914 года работал послом Франции в России (Санкт-Петербург). Как политик, часто высказывался за антигерманскую и пророссийскую позиции. Писатель, пожизненный член Французской академии в кресле № 19 с 1928 года до 1944 года.

## Биография

### Родители
Родился 13 января 1859 года в Париже, куда его отец — румынский подданный, выходец из семьи греков-фанариотов Александр Палеолог (1824—1866) — иммигрировал из Валахии после неудачного покушения на принца Георге Бибеску во время революции 1848 года. Александр был одним из трёх незаконнорождённых детей Элизабеты Вэкэреску из одной из самых знатных дворянских семей. Позднее Зое, мать Элизабеты, признала всех троих незаконнорождённых сыновей своей дочери — своих внуков, дав им девичью фамилию матери. В 1851 году Александр Палеолог женился на бельгийке Фредерике де Риддер (1829—1902), которая обладая прекрасными музыкальными способностями открыла салон, который посещали композиторы К. Сен-Санс и Г. Форе, философы И. Тэн и Э. Ренан. Она всячески развивала интеллектуальные способности своего сына, которого отдали в лицей Людовика Великого, где он познакомился с Р. Пуанкаре, будущим президентом Франции. Получив степень лиценциата права Жорж Морис Палеолог начал дипломатическую карьеру.

### Дипломатическая карьера
С 1880 года работал в Министерстве иностранных дел Франции: занимал должности 3-го секретаря посольства Франции в Танжере во французском Марокко, затем — в Риме; в 1885 году возглавил специальную миссию в Пекин.
В 1893—1907 годах работал в центральном аппарате МИДа Франции; в 1901 году получил ранг полномочного министра 2-го класса. В 1907—1909 годах — дипломатический агент и генеральный консул Франции в Болгарии. В 1909—1910 годах — полномочный министр Франции в Софии.
В 1912—1914 годах работал в центральном аппарате МИДа Франции, был директором политического департамента МИДа.
С января 1914 года и до 1917 года был послом третьей Французской республики в Российской империи. Способствовал вовлечению России в Первую мировую войну, во время которой, отстаивая интересы Франции, пытался оказывать давление на российское правительство с целью более активного участия войск Российской империи в военных действиях. Приобрёл широкие знакомства в аристократических, правительственных и общественных кругах Петрограда.
Тяжёлое впечатление на него произвело убийство Распутина, с которым он был знаком лично. Палеолога интересовали причины и механизмы влияния «старца» на императрицу;  17 мая 1915 года он записал в дневнике:

Думая о всё возрастающем влиянии Распутина и о его пагубной деятельности в области русской политики, я иногда размышляю над тем, а не стоит ли союзникам попытаться использовать мистические и другие дарования этого чародея для собственного блага путём его подкупа…
В конце 1916 года (25 декабря) он получил аудиенцию у Николая II, однако разговор не получился и Палеолог вспоминал, что император остался безучастным, он чувствовал себя «подавленным и побеждённым событиями», не верил более «ни в свою миссию, ни в своё дело», «отрёкся внутренне», «примирился с мыслью о катастрофе и готов на жертву».
3 мая 1917 года уехал во Францию и продолжил работу в центральном аппарате МИДа Франции; играл активную роль в подготовке французской военной интервенции в Советскую Россию.
В 1920—1921 годах был Генеральным секретарём МИДа Франции. В качестве посла Франции и генерального секретаря Министерства иностранных дел 10 августа 1920 года в Севре участвовал в подписании мирного договора между главными союзными державами (Британская империя, Франция, Италия, Япония), союзными державами (Армения, Бельгия, Греция, Польша, Португалия, Румыния, Сербо-хорвато-словенское государство, Хиджаз, Чехословакия) и Турцией.
В 1921 году вышел в отставку и продолжил успешно заниматься активной литературной деятельностью, которую начал ещё в 1887 году.
В 1928 году был избран во Французскую академию, куда безуспешно баллотировался в 1923 и 1924 годах.
Умер 21 ноября 1944 года в Париже, уже освобождённом от немецкой оккупации. Был похоронен на кладбище в Пасси.

## Публикации
- Распутин: воспоминания / пер. Фёдора Ге. — М., 1923. — 120 с.
- Царская Россия накануне революции / Пер. с фр. Д. Протопопова и Ф. Ге. — Москва-Петроград: Госиздат, 1923. — 472 с.
  - 2-е изд. (репринт) — М.: Международные отношения, 1991. — 336 с. — ISBN 5-7133-0389-6.
- «Дневник посла» / Пер. с фр. Ф. Ге и др. — М.: Захаров, 2003. — ISBN 5-8159-0288-8.
- Le crépuscule des tsars, Journal de Maurice Paléologue lorsqu’il était ambassadeur de France en Russie de 1914 à 1917. Mercure de France, 2007, Introduction de Nicolas Mietton.
- L’Art chinois (1887)
- Vauvenargues (1890)
- Alfred de Vigny (1891)
- Profils de femmes (1895)
- Le Cilice (1901)
- Rome, notes d’histoire et d’art (1902)
- La Cravache (1904)
- Le Point d’honneur (1907)
- Dante, essai sur son caractère et son génie (1909)
- La Russie des tsars pendant la Grande Guerre (1921-23)
- Le Roman tragique de l’empereur Alexandre II (1923)
- Les Entretiens de l’impératrice Eugénie (1928)
- Alexandra Feodorowna, impératrice de Russie (1932)
- Un prélude à l’invasion de la Belgique. Le Plan Schlieffen, 1904 (1932)
- Guillaume II et Nicolas II (1935)
- Alexandre Ier, un tsar énigmatique (1937)
- Les Précurseurs de Lénine (1938)
- Élisabeth, impératrice d’Autriche. L’hérédité sinistre des Wittelsbach (1939)
- L'Écroulement du tsarisme (1939)
- Aux portes du jugement dernier. Élisabeth-Féodorowna, grande-duchesse de Russie (1940)
- Au quai d’Orsay à la veille de la tourmente. Journal, 1913—1914 (1947)
- Journal de l’affaire Dreyfus, 1894—1899, l’affaire Dreyfus et le Quai d’Orsay (1955)

## Почётные звания и награды
- После двух неудачных попыток в 1923 и 1924 годах, Жорж Морис Палеолог был избран в 1928 году пожизненным членом Французской академии. С 1928 года до смерти в 1944 году занимал кресло № 19, в котором его предшественником был Шарль Жонар, а преемником — Шарль де Шамбрен
- Великий офицер ордена Почётного легиона
- Орден Святого Александра Невского (Российская империя, 8 (21) июля 1914 года)[6]

## Отдельные цитаты из Палеолога
- О смерти Григория Распутина[7]:

Императрица и её зловещая подруга в слезах перед распухшим телом развратного мужика, которого они так безумно любили и которого Россия будет проклинать вечно, - много ли создал драматург-история более патетических эпизодов?
- О демократии[8]:

По своей сущности, демократия не обязательно должна быть либеральной. Не нарушая своих принципов, она может сочетать в себе все виды гнета политического, религиозного, социального. Но, при демократическом строе, деспотизм становится неуловимым, так как он распыляется по различным учреждениям; он не воплощается ни в каком одном лице, он вездесущ и в то же время его нет нигде; оттого он, как пар, наполняющий пространство, невидим, но удушлив; он как бы сливается с национальным климатом. Он нас раздражает, от него страдают, на него жалуются, но не на кого обрушиться. Люди обыкновенно привыкают к этому злу и подчиняются. Нельзя же сильно ненавидеть то, чего не видишь.

## Киновоплощение
- 1971 — «Николай и Александра». В роли Жоржа Палеолога — Жорж Риго[англ.]